# Liste ungarischer Bildender Künstler

## A
- Vilmos Aba-Novák (1894–1941)
- Imre Ámos (1907–1944)

## B
- Miklós Barabás (1810–1898)
- Jenő Barcsay (1900–1988)
- Ferenc Balassa (1794–1860)
- Vilmos Fémes Beck
- Gyula Benczúr (1844–1920)
- Lajos Berán (1882–1943)
- Róbert Berény (1887–1953)
- Aurél Bernáth
- József Bikkessy-Heinbucher
- Lajos Bruck (1846–1910)
- Katalin Béres
- Bela Balogh (1909 – ?)

## C
- Tivadar Kosztka Csontváry (1853–1919)
- Dezső Czigány (1883–1937)
- Antal Czinder (* 1937)
- Béla Czóbel (1883–1976)

## D
- Gyula Derkovits (1894–1934)

## E
- Aladár Edvi Illés (1870–1958)
- József Egry (1883–1951)

## F
- László Fehér
- Adolf Fényes (1867–1945)
- Károly Ferenczy (1862–1917)
- Árpád Feszty (1856–1914)
- Frigyes Feszl (1821–1884)
- Iván Forray (1817–1852)

## G
- Lajos Gulácsy
- Ferenc Gyurcsek (1942–2023)
- Ilka Gedő

## H
- Gyula Hincz (1904–1986)
- Adolf Hirémy-Hirschl (1860–1933)
- Simon Hollósy (1857–1918)

## I
- Béla Ivány Grünwald (1867–1940)

## K
- Károly Kernstok (1873–1940)
- András Kiss Nagy (1930–1997)
- János Kmetty (1889–1975)
- Ödön Károly
- József Koszta (1861–1949)
- Mihály Kóvacs (1818–1892)
- Sándor Kozina (1801–1873)
- Béla Kondor (1931–1972)

## L
- Károly Lajos Libay (1816–1888)
- Anna Lesznai (1885–1966)
- Antal Ligeti (1823–1890)
- Erika Ligeti (1934–2004)

## M
- Ödön Márffy (1878–1959)
- András Markó (1824–1895)
- Károly Markó der Ältere (1793–1860)
- Károly Markó der Jüngere (1822–1891)
- László Marton (1925–2008)
- Ferenc Medgyessy
- László Mednyánszky (Ladislav Medňanský) (1852–1919)
- Andor Mészáros (1900–1972)
- László Moholy-Nagy (1895–1946)
- Mihály Munkácsy (1844–1900)
- Maria Szantho (1899–1984)

## N
- István Nagy (1873–1937)
- János Nagy Balogh (1874–1919)

## O
- Dezso Orbán
- Zoltán Olcsai Kiss

## P
- László Paál (1846–1879)
- Gyula Pauer (1941–2012)
- Pál Pátzay (1896–1979)
- Lajos Petri (1884–1963)
- Bertalan Pór (1880–1964)

## R
- József Reményi (1887–1977)
- József Rippl-Rónai (1861–1927)
- Gyula Rudnay (1878–1957)
- Reinprecht, Karoly (1903 – ?)

## S
- Armand Schönberger (1885–1974)
- Vera Solymosi-Thurzó (1925–2016)
- Alajos Stróbl (1856–1926)
- Lajos Szalay
- Ferenc Szárnovszky (1863–1903)
- Bertalan Székely (1835–1910)
- Pál Szinyei Merse (1845–1920)
- Ferenc Szoldatits (1820–1916)
- István Szönyi (1894–1960)
- János Szurcsik (1931)

## T
- Ede Telcs (Eduard Telcs; 1872–1948)
- Mór Than (1882–1899)
- Lajos Tihanyi (1885–1938)
- János Tornayi (1869–1936)

## U
- Sándor Uhl

## V
- János Vaszary (1867–1939)
- Victor Vasarely (1906–1997)
- Márk Vedres
- Lajos Végh (1913)
- Carl Vezerfi-Clemm (1939–2012)
- Paul Vincze (Pál Vincze; 1907–1994)

## W
- Sándor Wágner (1838–1919)

## Z
- Mihály Zichy (1827–1906)